# Sonny Stevens
Sonny Stevens (* 21. Juni 1992 in Hoorn, Nordholland) ist ein niederländischer Fußballtorhüter.

## Karriere

### Verein
Stevens begann seine Laufbahn in der Jugend des Hoorner Amateurvereins Always Forward – ebenso wie sein Vater John, der für DS ’79 und AZ ’67 in der Eredivisie das Tor hütete. In seinen ersten Jahren allerdings spielte Sonny Stevens noch als Mittelstürmer. Erst gegen Ende der F-Jugend wechselte er ins Tor, das er ab der D-Jugend beim FC Volendam verteidigte. Trotz einer Erkrankung am Pfeiffer-Drüsenfieber setzte er sich hier in allen Jugendklassen durch und gab in der Saison 2010/11 sein Debüt in der Eerste Divisie. In der Folgesaison durfte er bereits zehnmal die Nummer eins, Robbin Ruiter, ersetzen. In der Spielzeit 2012/13 avancierte er zum Stammtorhüter des Zweitligisten; die Volendamer erreichten die Relegations-Playoffs, in denen sie mit Stevens drei Spiele gewannen, sich jedoch dem Aufsteiger Go Ahead Eagles beugen mussten.
Zur Saison 2013/14 verpflichtete Ehrendivisionär FC Twente den 21-Jährigen, der hinter Nikolaj Michajlow zweiter Torhüter der Enscheder werden sollte. Noch in der Saisonvorbereitung erlitt Stevens jedoch eine Schulterverletzung, die ihn mehrere Wochen außer Gefecht setzen sollte. Da Michailow mit einem Vereinswechsel liebäugelte, verlängerte Twente den Vertrag des zuvor an die Go Ahead Eagles ausgeliehenen Nick Marsman.
Neben der Fußballausbildung absolviert Stevens eine Ausbildung am Johan Cruyff College.

### Nationalmannschaft
Stevens spielte in der niederländischen U-20-Auswahl.